# Sheik Tosado
Sheik Tosado foi um grupo brasileiro formado em 1996 em Olinda, que misturava frevo, maracatu, metal e punk.

## História
O grupo foi formado por China (vocal), Bruno Ximarú (guitarra), Hugo Carranca (baixo), Chicão (bateria), Gustavo da Lua e Oroska (percussão). O nome da banda vem de um cachorro chamado Sheik, que não gostava de ser tosado.
O grupo tocou no Abril Pro Rock em 1998 e logo em seguida assinou com a gravadora Trama.
No ano de 1999, lançaram o primeiro e único álbum da banda, chamado Som de Caráter Urbano e de Salão. O álbum teve produção do baterista do Nação Zumbi, Pupillo, e de Carlo Bartolini e também foi lançado no Japão. No mesmo ano, a banda se apresenta no festival Porão do Rock. Com a repercussão, a banda se apresentou no Rock in Rio 3.
Em maio de 2001, em meio a pré-produção do segundo disco a banda se separou.
Em uma entrevista feita 2012, o ex-vocalista China atribuiu a separação a falta de maturidade, sua e dos demais integrantes.
Em 2004, o vocalista China lançou o EP "Um Só" com 6 musicas e em 2007 lança Simulacro, contando com Bruno Ximaru como parceiro na maioria das composições.
Em 2022, China lança o EP Carnaval da Vingança, que contém uma nova versão com uma orquestra de frevo de “Hardcore Brasileiro”, um dos sucessos do Sheik Tosado, incluído no álbum da banda.

## Discografia
- Som de Caráter Urbano e de Salão (1999)

## Participações
- Baião de Viramundo - Tributo a Luiz Gonzaga (2000)